# Stele des Avele Feluske

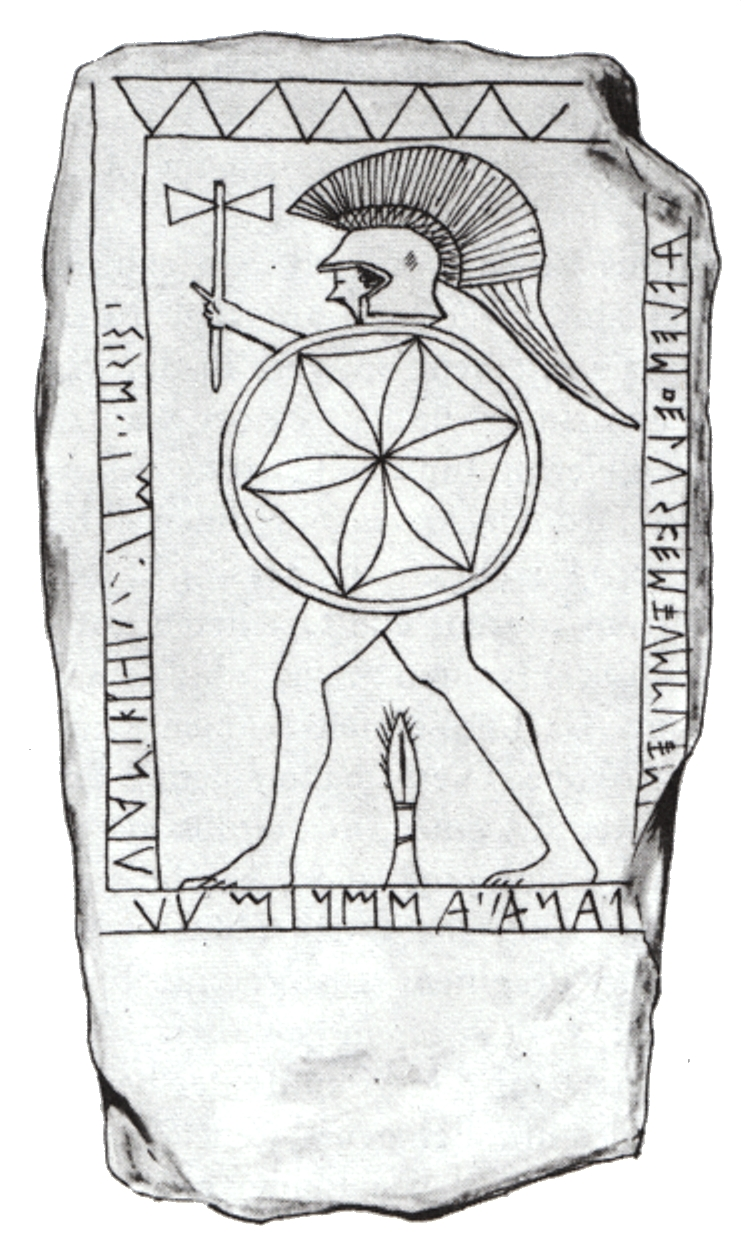
Stele des Avele Feluske aus dem späten 7. Jahrhundert v. Chr.

Die Stele des Avele Feluske ist ein etruskisches Grabmal und stammt aus dem späten 7. Jahrhundert v. Chr. Die Stele markiert den Begräbnisort eines Kriegers mit Namen Avele Feluske. Das Artefakt zählt aufgrund der Inschrift und der abgebildeten Doppelaxt zu den bedeutendsten Funden aus der etruskischen Frühzeit.

## Die Stele
Die aus Sandstein gefertigte, annähernd quaderförmige Stele ist 100 cm hoch und 60 cm breit. Auf der Vorderseite der Stele ist die Figur eines nach griechischer Art bewaffneten Kriegers in den Sandstein eingraviert. Die eingesetzte Technik findet sich in ähnlicher Form auch auf kretischen Artefakten aus dieser Zeit. Der Krieger trägt auf dem Kopf einen korinthischen Helm und hält einen großen Schild mit einem Rosettenemblem offensichtlich in der linken Hand. Der gesamte linke Arm wird vom Schild verdeckt. In der rechten Hand hält der Krieger hoch erhoben eine Doppelaxt, die nicht zur klassischen Bewaffnung eines griechischen Hopliten zählt. Sie stellt vielmehr ein Machtsymbol für die Ausübung militärischer und vielleicht auch richterlicher Gewalt dar. Die Figur wird von einem nahezu rechteckigen Doppelrahmen umfasst, der an drei Seiten mit einer Inschrift ausgefüllt ist. Der obere Teil des Rahmens enthält dagegen ein Zickzack-Muster. Der untere Abschnitt der Stele dürfte sich zum Zeitpunkt der Errichtung im Erdreich befunden haben, so dass nur der umrahmte Teil der Stele zu sehen war.

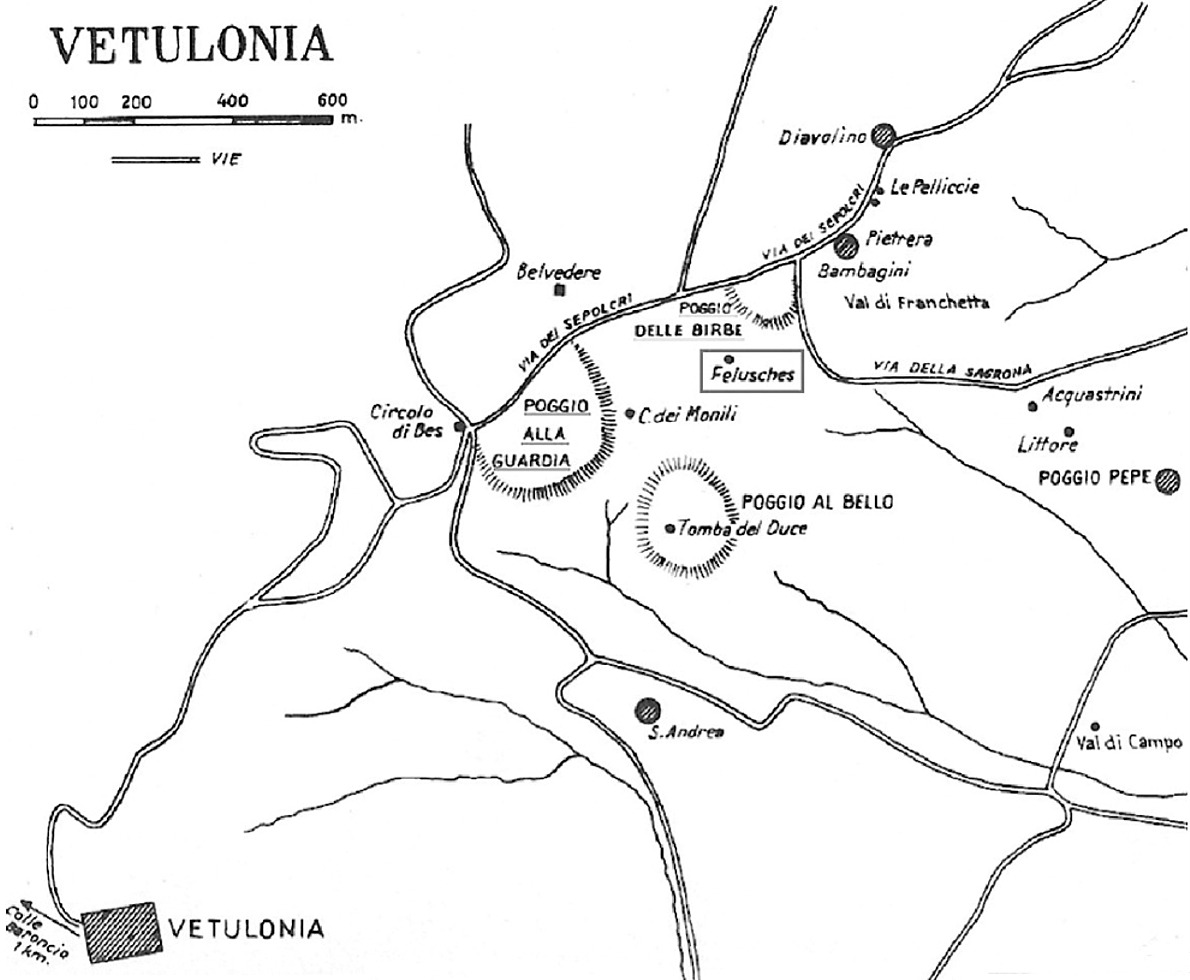
Nekropole nahe Vetulonia

Die Stele wurde im späten 19. Jahrhundert in der etruskischen Nekropole nahe Vetulonia in der toskanischen Gemeinde Castiglione della Pescaia entdeckt. Man transportierte die Stele nach Florenz in das Archäologische Nationalmuseum. 2004 wurde das Artefakt wieder zurück nach Vetulonia in die Nähe des Fundorts gebracht und ist seit 2005 im Museo Civico Archeologico Isidoro Falchi ausgestellt. Das Museum ist nach dem Archäologen Isidoro Falchi benannt, der Ende des 19. Jahrhunderts unter der mittelalterlichen Ansiedlung von Vetulonia die untergegangene etruskische Stadt Vatluna entdeckte.

## Die Inschrift
Die Inschrift ist mit etruskischen Buchstaben im archaischen Stil des späten 7. Jahrhunderts v. Chr. ohne Trennung der einzelnen Wörter verfasst und teilt sich in zwei Abschnitte. Im ersten Teil nennt die Stele ihren Eigentümer und dessen Eltern. Im zweiten Teil gibt das Grabmal seinen Stifter an.
[MI A]VELEŚ FELUSKEŚ TUŚNUTA[LA] [...] PANALAŚ
Ich (bin Eigentum) des Avele Feluske, (Sohn des) Tusnute (und der ...) Panalas.
MINI MULUVANEKE HIRUMINA PHERSNA[LAŚ]
Mich stiftete Hirumina Phersnalas.
Der tatsächliche Vorname des Verstorbenen ist nicht ganz geklärt, da die ersten Buchstaben nicht erhalten sind. In der neueren Forschung wird auch der Standpunkt vertreten, dass sein Vorname AUVELE lautete. Aufgrund der eingeschränkten Lesbarkeit scheint auch AVILE als Vorname möglich. Der Gentilname FELUSKE könnte auf eine Herkunft des Verstorbenen aus dem Siedlungsgebiet der Falisker hindeuten, das die Stadt Falerii sowie einen beträchtlichen Teil der Umgebung umfasste. Die Falisker standen kulturell in enger Verbindung zu den Sabinern.

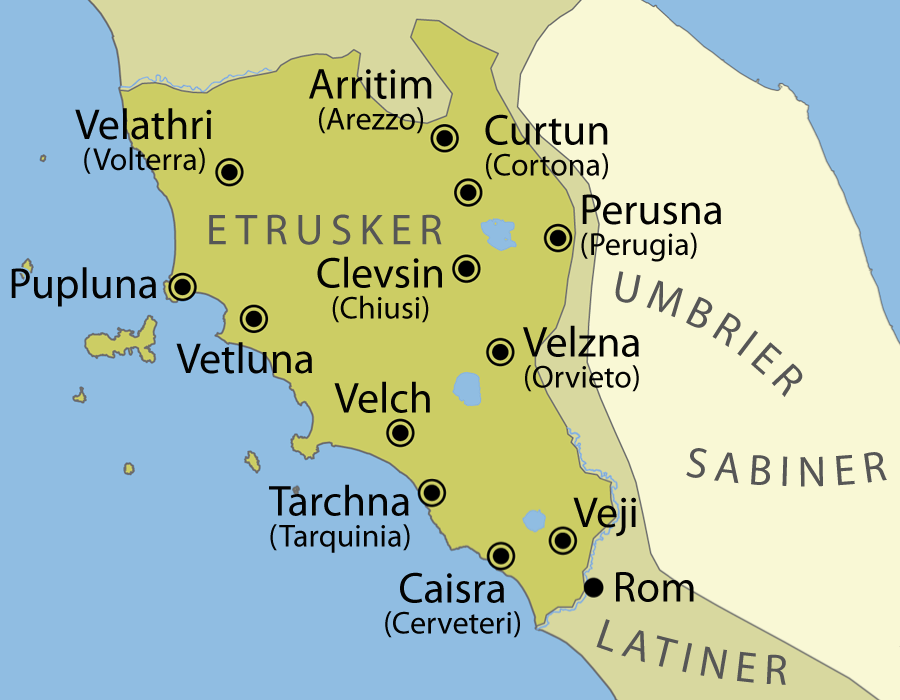
Etruskisches Siedlungs- und Einflussgebiet

Die Nennung von Vornamen und Gentilnamen des Verstorbenen war zu dieser Zeit noch ungewöhnlich und hebt die gesellschaftliche Stellung des Verstorbenen hervor. Die Inschrift nennt auch die Namen seiner Eltern und gehört damit zu den ältesten, in denen die Vorfahren des Verstorbenen aufgezählt werden. Der Vater trug allem Anschein nach den Vornamen TUŚNUTE, der Name der Mutter ist unklar. Der Gentilname PHERSNALAŚ oder auch PHERSNACHS des Stifters nimmt wahrscheinlich Bezug auf den etruskischen Ort Phersna (Perugia), der dem Zwölfstädtebund angehörte. Der Stifter oder seine Vorfahren könnten aus diesem Ort stammen.
Im Gentilnamen FELUSKE findet sich der früheste Gebrauch des etruskischen Buchstabens in Form einer 8 für einen F-Laut. Das Schriftzeichen 8 hatten die Etrusker aus der lydischen Schrift übernommen. Der Buchstabe in Form eines spiegelverkehrten F, den man mit V transkribiert, wurde dagegen wie ein W gesprochen. Der Buchstabe M in der Inschrift entspricht dem phönizischen Buchstaben Sadéh oder Zade und steht vermutlich für einen Sch-Laut. Dieser Buchstabe, der als Ś transkribiert wird, fand vor allem in Nordetrurien Anwendung.

## Hintergrund

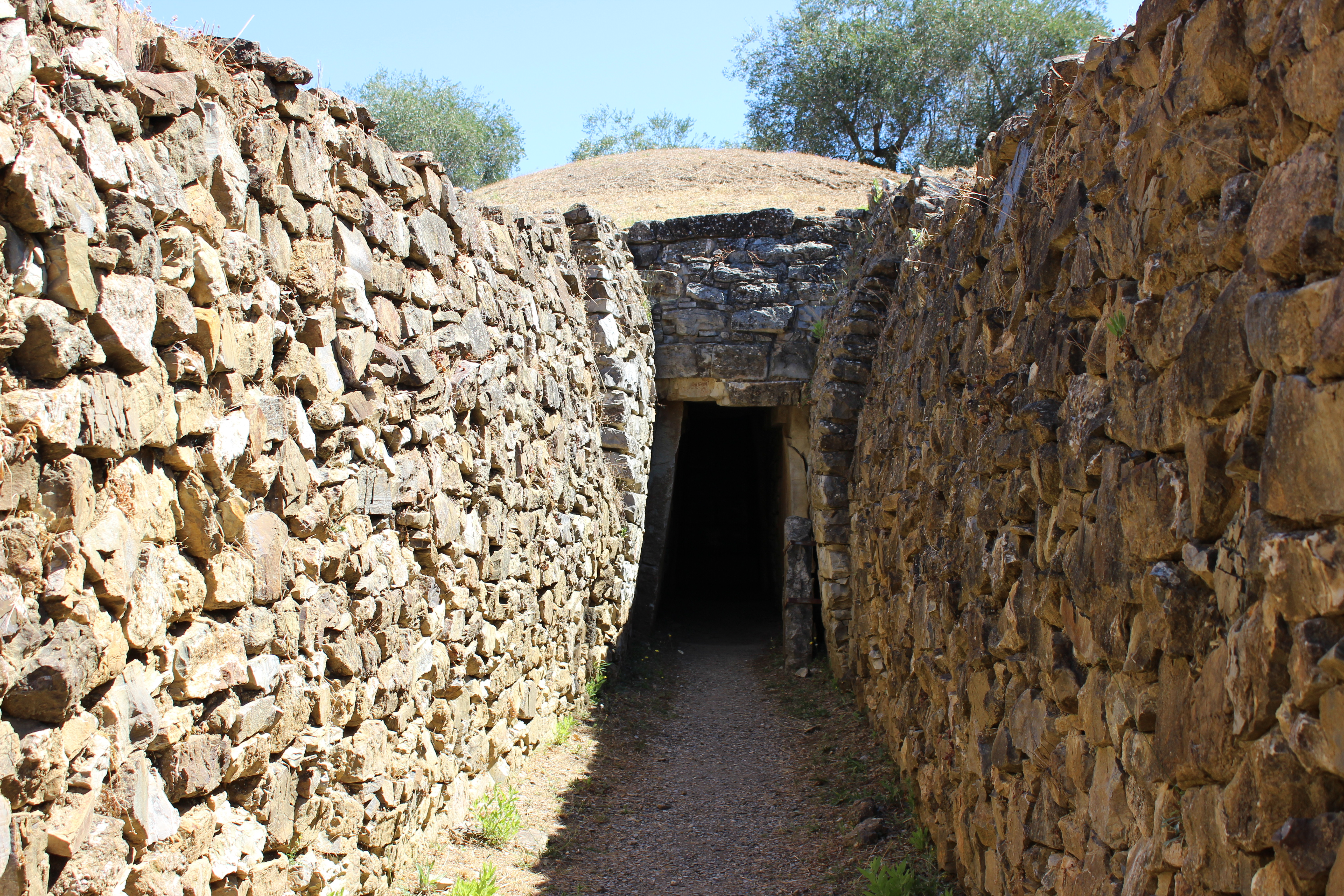
Kammergrab aus dem späten 7. Jahrhundert v. Chr. nahe Vetulonia

Ab etwa 700 v. Chr. errichteten die etruskischen Eliten Kammergräber für die Bestattung der Familienmitglieder. Diese Grabanlagen bestanden üblicherweise aus unterirdischen Kammern, die aus dem Gestein gehauen worden waren, oder aus oberirdischen Anordnungen von Steinblöcken, die jeweils mit einem Erdhügel (Tumulus) bedeckt wurden. Manche Gräber bestanden aus Raumfolgen von mehreren Grabkammern. In den Gräbern wurde oft mit aus Stein gehauenen Möbeln das Innere eines Hauses nachgeahmt. Aristokratische Gräber dieses Typs wurden zum Mittelpunkt eines Kultes, der die Geschichte, Identität und Bedeutung der Familie feiern und deren Gründer ehren sollte. In Nordetrurien wurden dazu behauene Grabsteine wie die Stele des Avele Feluske außerhalb der Grabanlage, vielleicht auf der Kuppe des Grabhügels, zur Schau gestellt. Wahrscheinlich handelt es sich bei dem verstorbenen Krieger um den Gründer einer Familiendynastie, für den diese Stele als Hommage errichtet worden war.
Vetulonia (etruskisch Vatluna oder Vetluna) war vom 8. bis 6. Jahrhundert v. Chr. eine bedeutende etruskische Metropole und gehörte dem Zwölfstädtebund an. Die Handelskontakte reichten im Westen über das Tyrrhenische Meer bis nach Sardinien und im Süden bis nach Rom. Die auf der Stele abgebildete Axt besaß bereits bei den Mittelmeerkulturen auf Kreta und Sardinien einen politischen und religiösen Charakter. Die mediterranen Kulturströmungen brachten die Doppelaxt als Attribut der Macht in das archaische Etrurien, wo die Axt zur Waffe und zum Symbol des Anführers wurde. Darüber hinaus könnte die Axt auch richterliche Gewalt und religiöse Macht versinnbildlichen, da sie möglicherweise auch bei Opferhandlungen Verwendung fand.

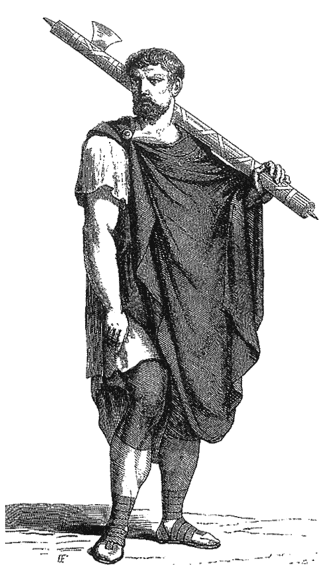
Römischer Liktor mit Rutenbündel und Beil

Die Römer übernahmen von den Etruskern zahlreiche kulturelle Errungenschaften, darunter auch viele zeremonielle Bräuche und äußere Attribute der Herrschergewalt. Dazu zählen das Zepter, die bestickte Toga (toga praetexta), ein Herrscherstuhl (sella curulis) und Rutenbündel (fascis) mit einem Beil (securis), die seit den Anfängen der etruskischen Geschichte als Zeichen der Macht belegt sind. In der Nekropole von Vetulonia fand man ein solches Rutenbündel in verkleinertem Maßstab als Votivgabe. Das Artefakt ist aus Eisen hergestellt und stammt aus dem 7. Jahrhundert v. Chr. Bei dem beigefügten Beil handelt es sich um eine Doppelaxt. Auch von den antiken Autoren werden die Fasces als spezifisch etruskisch beschrieben. Nach Silius Italicus, einem Dichter aus der Zeit der Flavier, wurde das Rutenbündel mit Beil im etruskischen Vetulonia entwickelt. Die Stele des Avele Feluske reflektiert damit die Entstehung der Fasces als Machtsymbol im antiken Italien.